# Filmografija Humphreyja Bogarta

## Filmografija

### 1930.–1940.
| Godina | Film                           | Uloga                                   | Redatelj          |
| ------ | ------------------------------ | --------------------------------------- | ----------------- |
| 1928.  | The Dancing Town               | On sam                                  | Edmund Lawrence   |
| 1930.  | Broadway's Like That           | Ruth's Fiance                           | Arthur Hurley     |
| 1930.  | Up the River                   | Steve Jordan                            | John Ford         |
| 1930.  | A Devil with Women             | Tom Standish                            | Raoul Walsh       |
| 1931.  | Tijelo i duša                  | Jim Watson                              | Alfred Santell    |
| 1931.  | Loša sestra                    | Valentine Corliss                       | Hobart Henley     |
| 1931.  | A Holy Terror                  | Steve Nash                              | Irving Cummings   |
| 1932.  | Love Affair                    | Jim Leonard                             | Thornton Freeland |
| 1932.  | Big City Blues                 | Shep Adkins                             | Mervyn LeRoy      |
| 1932.  | Three on a Match               | Harve                                   | Mervyn LeRoy      |
| 1934.  | Ponoć                          | Gar Boni                                | Chester Erskine   |
| 1936.  | Okamenjena šuma                | Duke Mantee                             | Archie Mayo       |
| 1936.  | Bullets or Ballots             | "Bugs" Fenner                           | William Keighley  |
| 1936.  | Two Against the World          | Sherry Scott                            | William C. McGann |
| 1936.  | China Clipper                  | Hap Stuart                              | Ray Enright       |
| 1936.  | Isle of Fury                   | Valentine "Val" Stevens                 | Frank McDonald    |
| 1937.  | Crna legija                    | Frank Taylor                            | Archie Mayo       |
| 1937.  | The Great O'Malley             | John Phillips                           | William Dieterle  |
| 1937.  | Označena žena                  | David Graham                            | Lloyd Bacon       |
| 1937.  | Kid Galahad                    | Turkey Morgan                           | Michael Curtiz    |
| 1937.  | San Quentin                    | Joe "Red" Kennedy                       | Lloyd Bacon       |
| 1937.  | Slijepa ulica                  | Hugh "Baby Face" Martin                 | William Wyler     |
| 1937.  | Stand-In                       | Doug Quintain                           | Tay Garnett       |
| 1938.  | Swing Your Lady                | Ed Hatch                                | Ray Enright       |
| 1938.  | Škola kriminala                | Deputy Commissioner Mark Braden         | Lewis Seiler      |
| 1938.  | Men Are Such Fools             | Harry Galleon                           | Busby Berkeley    |
| 1938.  | Racket Busters                 | John "Czar" Martin                      | Lloyd Bacon       |
| 1938.  | The Amazing Dr. Clitterhouse   | "Rocks" Valentine                       | Anatole Litvak    |
| 1938.  | Anđeli garava lica             | James Frazier                           | Michael Curtiz    |
| 1939.  | King of the Underworld         | Joe Gurney                              | Lewis Seiler      |
| 1939.  | The Oklahoma Kid               | Whip McCord                             | Lloyd Bacon       |
| 1939.  | You Can't Get Away with Murder | Frank Wilson                            | Lewis Seiler      |
| 1939.  | Mračna pobjeda                 | Michael O'Leary                         | Edmund Goulding   |
| 1939.  | Burne dvadesete                | George Hally                            | Raoul Walsh       |
| 1939.  | Povratak Doktora X             | Dr. Maurice Xavier, ili Marshall Quesne | Vincent Sherman   |
| 1939.  | Nevidljive pruge               | Chuck Martin                            | Lloyd Bacon       |
| 1940.  | Virginia City                  | John Murrell                            | Michael Curtiz    |
| 1940.  | It All Came True               | Grasselli ili Chips Maguire             | Lewis Seiler      |
| 1940.  | Brother Orchid                 | Jack Buck                               | Lloyd Bacon       |
| 1940.  | Noćni vozači                   | Paul Fabrini                            | Raoul Walsh       |

### 1941.–1950.
| Godina | Film                          | Uloga                              | Redatelj             |
| ------ | ----------------------------- | ---------------------------------- | -------------------- |
| 1941.  | Visoka Sierra                 | Roy Earle                          | Raoul Walsh          |
| 1941.  | The Wagons Roll at Night      | Nick Coster                        | Ray Enright          |
| 1941.  | Malteški sokol                | Sam Spade                          | John Huston          |
| 1941.  | All Through the Night         | Gloves Donahue                     | Vincent Sherman      |
| 1942.  | The Big Shot                  | Joseph "Duke" Berne                | Lewis Seiler         |
| 1942.  | Preko Pacifika                | Rick Leland                        | John Huston          |
| 1942.  | Casablanca                    | Rick Blaine                        | Michael Curtiz       |
| 1943.  | Akcija na Sjevernom Atlantiku | Poručnik Joe Rossi                 | Zoltan Korda         |
| 1943.  | Sahara                        | Narednik Joe Gunn                  | Lloyd Bacon          |
| 1943.  | Thank Your Lucky Stars        | On sam                             | David Butler         |
| 1944.  | Prolaz za Marseille           | Jean Matrac                        | Michael Curtiz       |
| 1944.  | Imati i nemati                | Harry "Steve" Morgan               | Howard Hawks         |
| 1945.  | Sukob                         | Richard Mason                      | Curtis Bernhardt     |
| 1946.  | Duboki san                    | Philip Marlowe                     | Howard Hawks         |
| 1947.  | Dead Reckoning                | Satnik "Rip" Murdock               | John Cromwell        |
| 1947.  | Dvije gđe. Carrolls           | Geoffrey Carroll                   | Peter Godfrey        |
| 1947.  | Mračni prolaz                 | Vincent Parry                      | Delmer Daves         |
| 1948.  | Blago Sierra Madre            | Fred C. Dobbs                      | John Huston          |
| 1948.  | Otok Largo                    | Frank McCloud                      | John Huston          |
| 1948.  | Always Together               | On sam                             | Frederick De Cordova |
| 1949.  | Knock on Any Door             | Andrew Morton                      | Nicholas Ray         |
| 1949.  | Tokio Joe                     | Joseph "Joe" Barrett               | Stuart Heisler       |
| 1950.  | Chain Lightning               | Potpukovnik Matthew "Matt" Brennan | Stuart Heisler       |
| 1950.  | Na usamljenom mjestu          | Dixon Steele                       | Nicholas Ray         |

### 1951.–1956.
| Godina | Film               | Uloga                            | Redatelj             |
| ------ | ------------------ | -------------------------------- | -------------------- |
| 1951.  | The Enforcer       | Okružni tužitelj Martin Ferguson | Bretaigne Windust    |
| 1951.  | Sirocco            | Harry Smith                      | Curtis Bernhardt     |
| 1951.  | Afrička kraljica   | Charlie Allnut                   | John Huston          |
| 1952.  | Deadline - U.S.A.  | Ed Hutcheson                     | Richard Brooks       |
| 1953.  | The Road to Bali   | On sam                           | Hal Walker           |
| 1953.  | Battle Circus      | Bojnik Jed Webbe                 | Richard Brooks       |
| 1953.  | Udri vraga         | Billy Dannreuther                | John Huston          |
| 1954.  | Pobuna na Caineu   | Kapetan Queeg                    | Edward Dmytryk       |
| 1954.  | Sabrina            | Linus Larrabee                   | Billy Wilder         |
| 1954.  | Bosonoga kontesa   | Harry Dawes                      | Joseph L. Mankiewicz |
| 1955.  | Nismo mi anđeli    | Joseph                           | Michael Curtiz       |
| 1955.  | Božja lijeva ruka  | James "Jim" Carmody              | Edward Dmytryk       |
| 1955.  | Sati očaja         | Glenn Griffin                    | William Wyler        |
| 1956.  | To teži bit će pad | Eddie Willis                     | Mark Robson          |